# Beaumontia pitardii
Beaumontia pitardii är en oleanderväxtart som beskrevs av Ying Tsiang. Beaumontia pitardii ingår i släktet Beaumontia och familjen oleanderväxter. Inga underarter finns listade i Catalogue of Life.